# Basztowy Zwornik

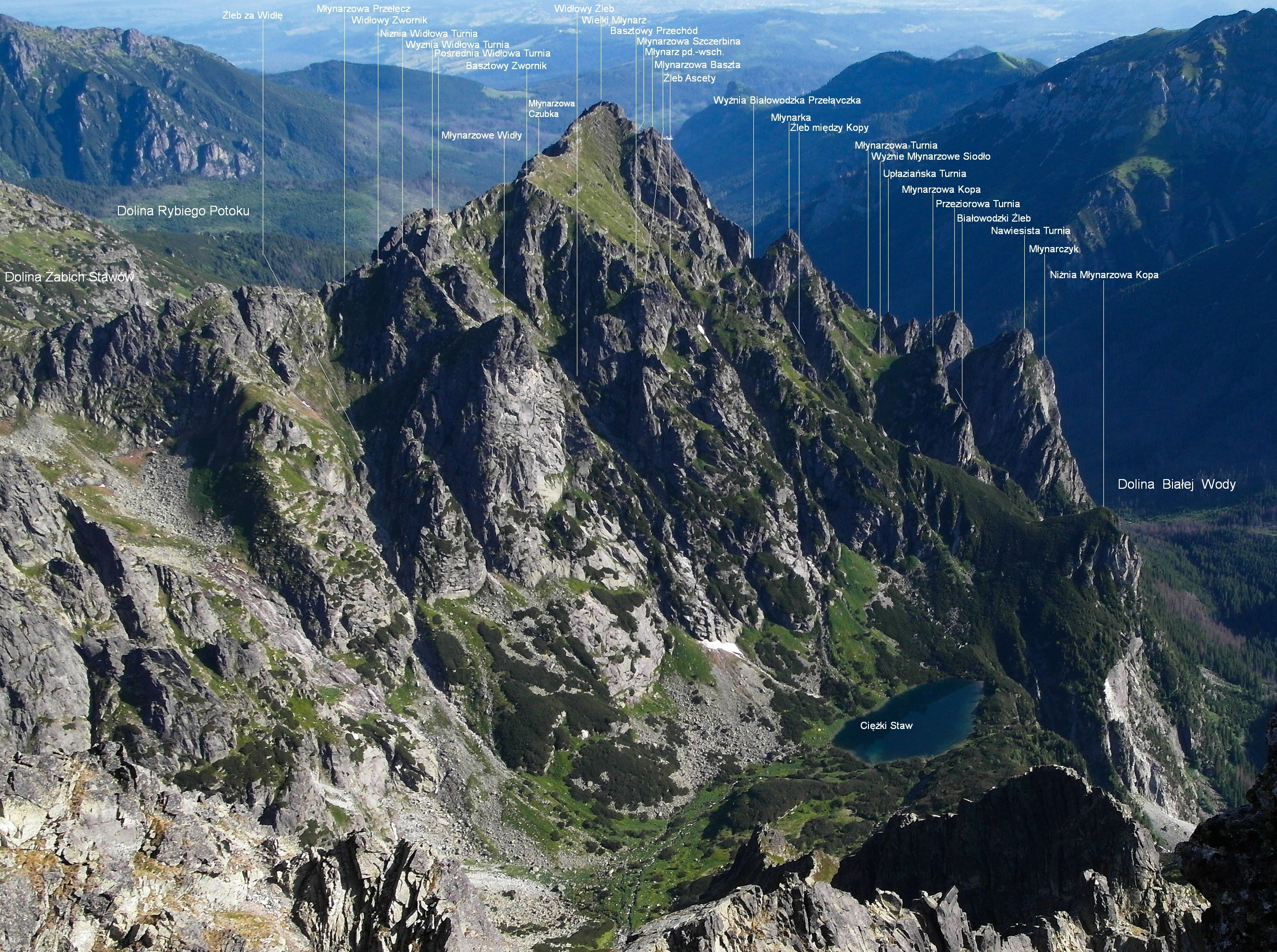
Widok z Ganku

Basztowy Zwornik (słow. Baštový uzol, ok. 2130 m) – mało wybitne wzniesienie w masywie Młynarza w słowackich Tatrach Wysokich. Znajduje się w jego południowo-zachodniej grani głównej pomiędzy Wyżnim Widłowym Siodłem (ok. 2115 m) i Wyżnią Młynarzową Przehybą (2129 m). Tę ostatnią przewyższa zaledwie o metr, ma jednak znaczenie topograficzne. Jest zwornikiem dla opadającej na południe, do Doliny Ciężkiej wybitnej grzędy z wybitną turnią – Młynarzową Basztą. Grzęda Basztowego Zwornika oddziela dwa wybitne żleby: Widłowy Żleb i Żleb Ascety). 
Do Doliny Żabiej Białczańskiej Basztowy Zwornik opada szeroką, częściowo piarżystą, częściowo trawiastą grzędą, miejscami poprzecinaną niskimi ściankami. Grzędą tą prowadzi dość łatwe wyjście na Młynarza z tarasu nad Wyżnim Żabim Stawem Białczańskim (I w skali tatrzańskiej, 1 godz.). Jeszcze łatwiejsze jest przejście główną granią Młynarza przez szczyt Basztowego Zwornika od Młynarzowej Przełęczy na szczyt Wielkiego Młynarza (0). Nieznacznie trudniejsza jest droga wspinaczkowa z Basztowego Przechodu na Basztowy Zwornik (0+, 15 min).
Nazwę Basztowego Zwornika utworzył Władysław Cywiński – autor jedynego szczegółowego przewodnika o Młynarzu.